# Давіан Кларк
Давіан Кларк (англ. Davian Clarke, нар. 30 квітня 1976) — ямайський легкоатлет, який спеціалізувався на спринті.

## Спортивні досягнення
Бронзовий олімпійський призер з естафетного бігу 4×400 метрів (1996). Дворазовий фіналіст олімпійських змагань з бігу на 400 метрів — 6-е місце у 2004 та 7-е місце у 1996. Учасник олімпійських змагань з бігу на 400 метрів на Іграх-2000 (зупинився на півфінальній стадії).
Чотириразовий срібний призер чемпіонатів світу з естафетного бігу 4×400 метрів (1995, 1997, 1999, 2003). Бронзовий призер чемпіонату світу з естафетного бігу 4×400 метрів (2005).
Дворазовий чемпіон світу в приміщенні з естафетного бігу 4×400 метрів (2003, 2004). Срібний призер чемпіонату світу в приміщенні з бігу на 400 метрів (2004). Бронзовий призер чемпіонату світу в приміщенні з естафетного бігу 4×400 метрів (2001). Фіналіст (4-е місце) чемпіонату світу в приміщенні з бігу на 400 метрів (2006).
Дворазовий бронзовий призер чемпіонатів світу серед юніорів з естафетного бігу 4×400 метрів (1992, 1994).
Чемпіон Ямайки з бігу на 400 метрів (1996).